# Krzeszowice (stacja kolejowa)

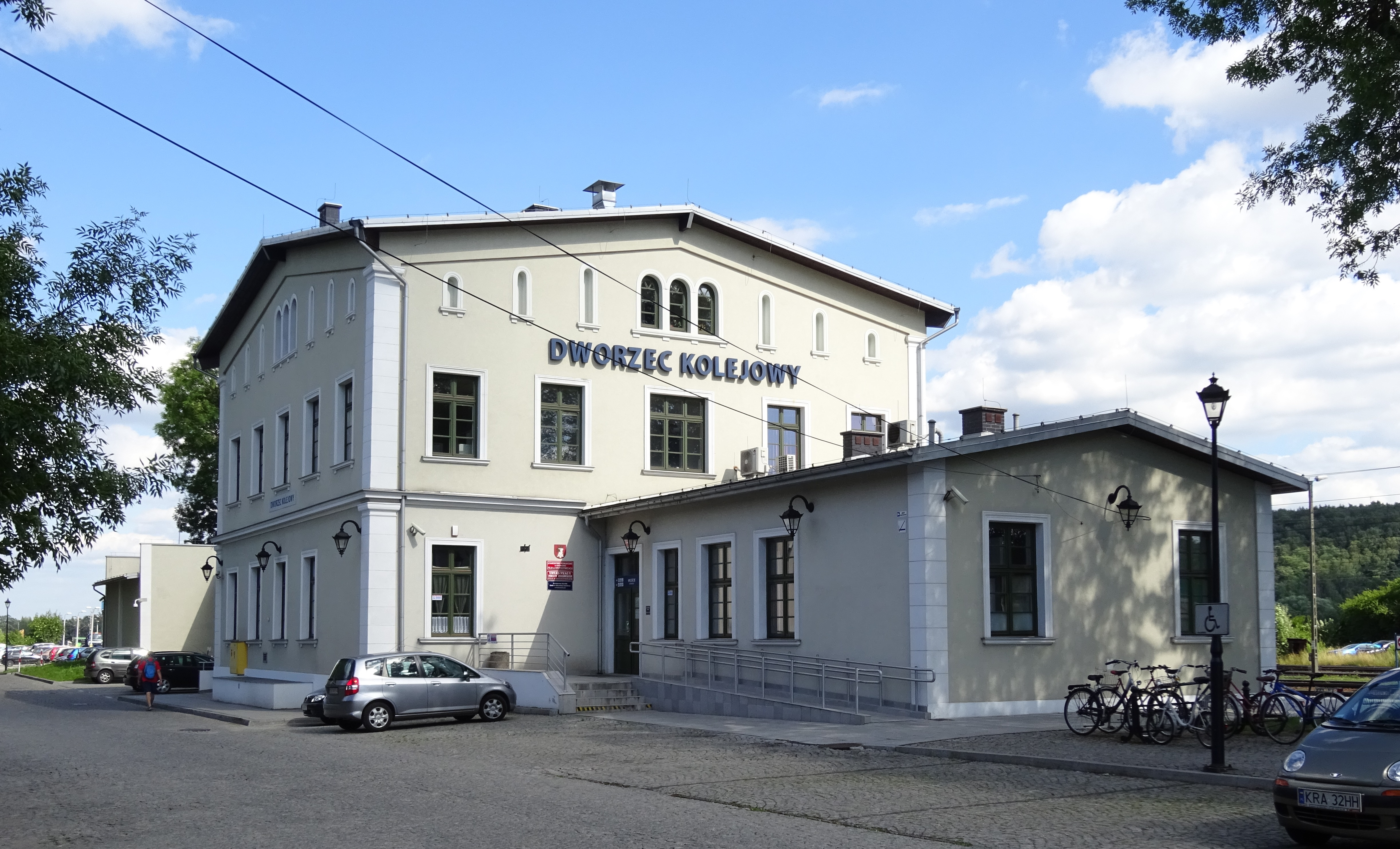
Budynek dworca (po remoncie), od strony ulicy

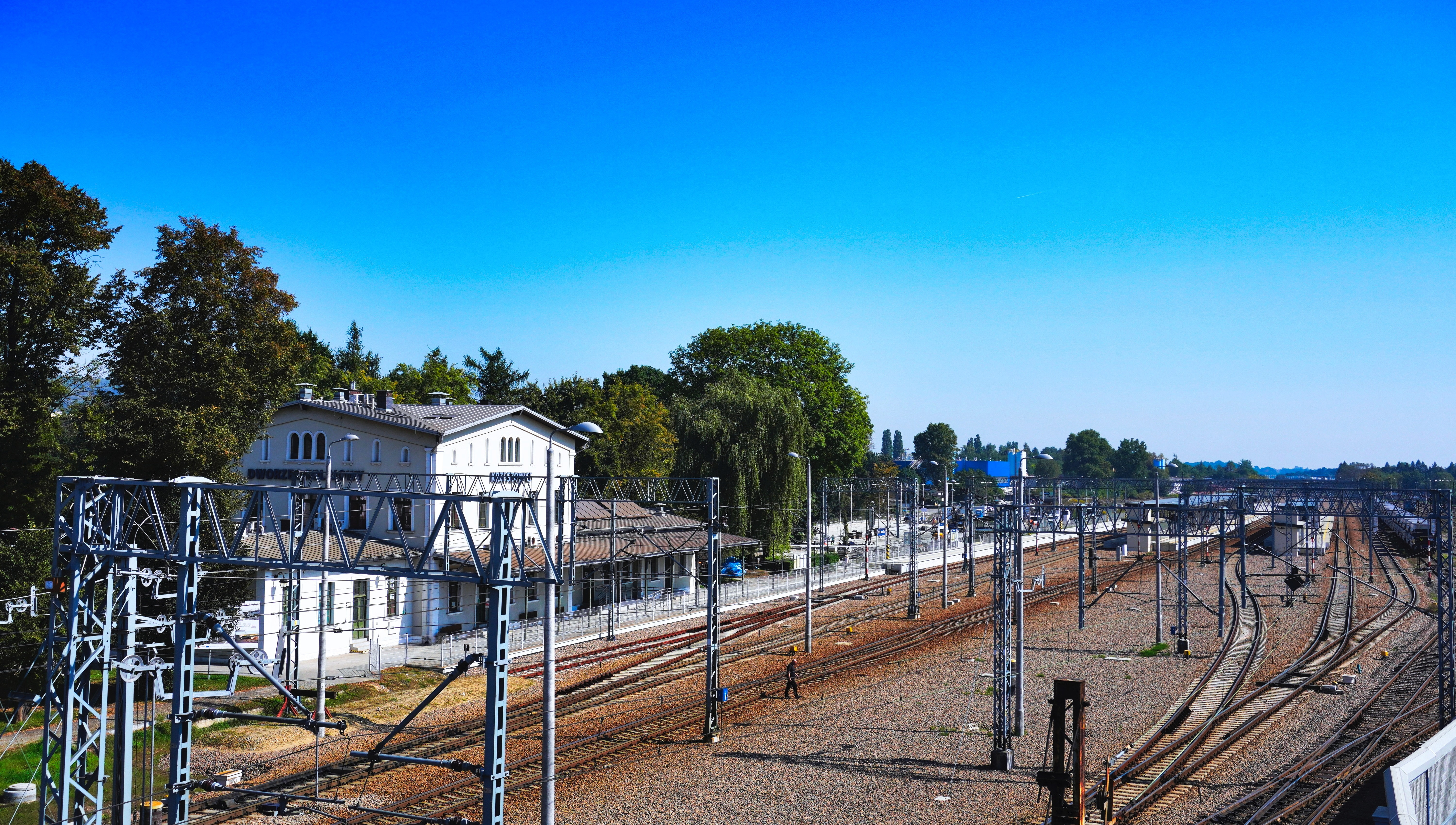
Widok na stację kolejową od zachodu, z wiaduktu drogowego w ciągu ulicy Daszyńskiego, po lewej budynek dworca, w głębi po prawej perony

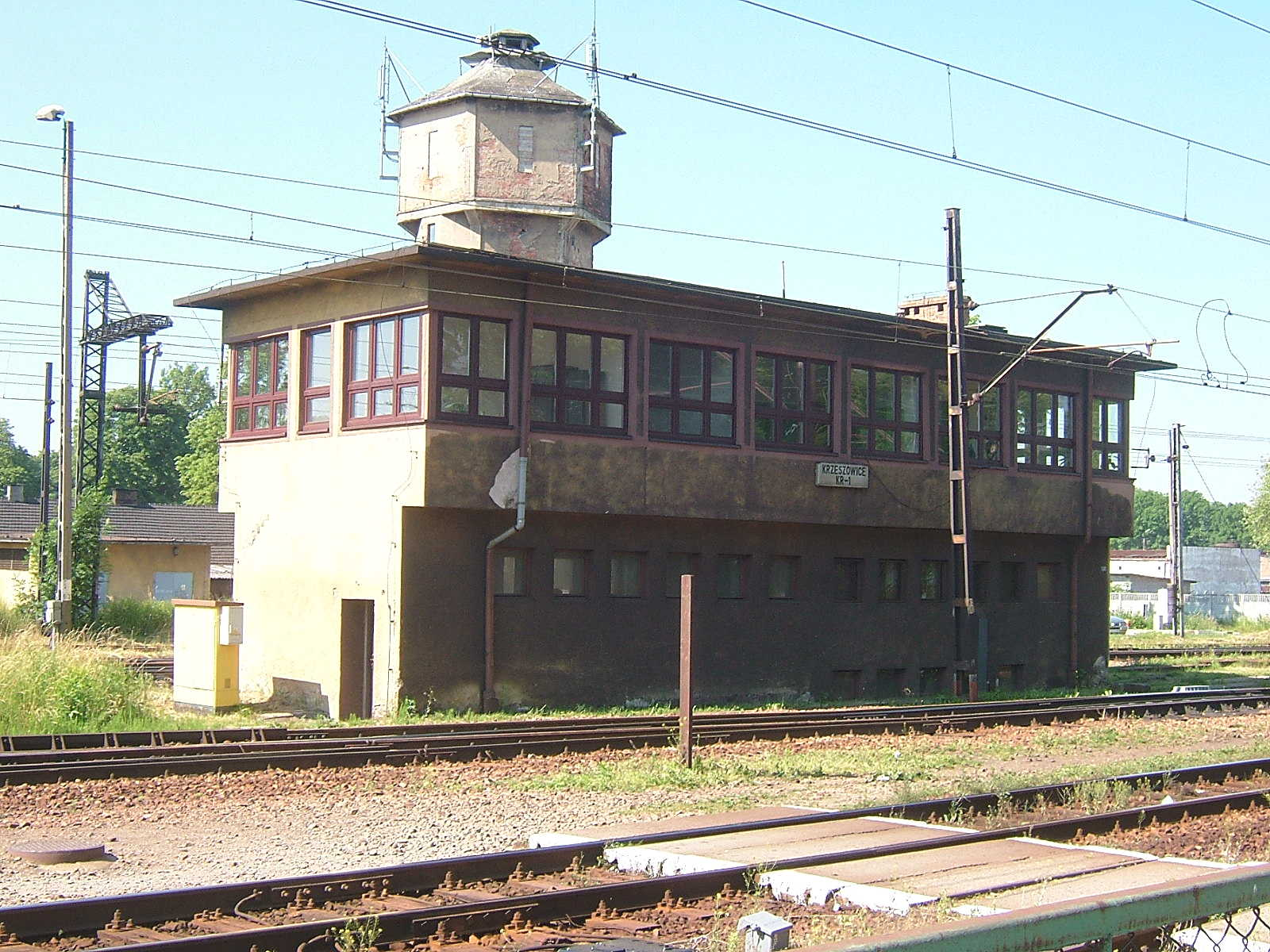
Zburzona już nastawnia i była wieża ciśnień z nadajnikami sieci Orange

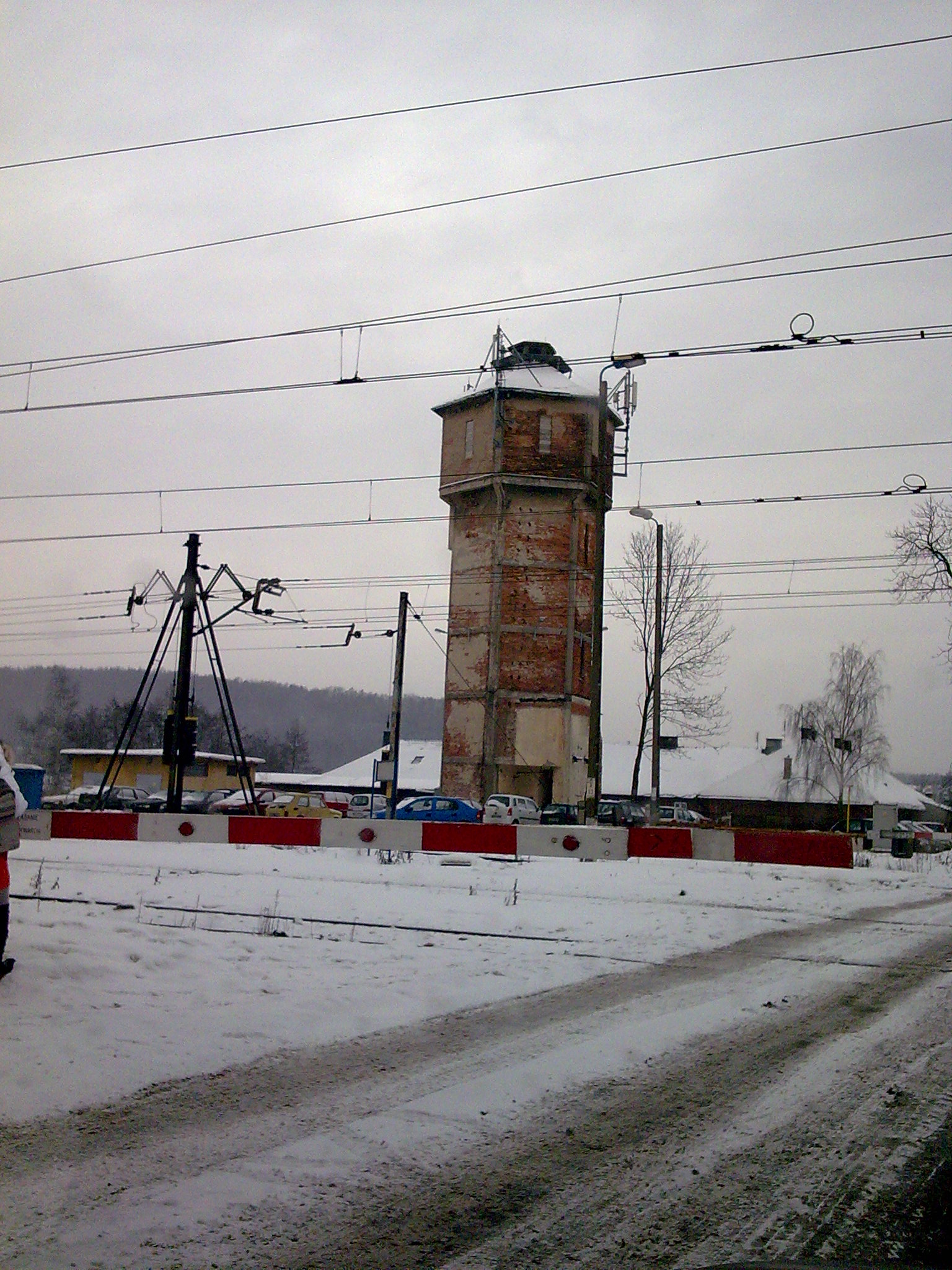
Była wieża ciśnień i dawny przejazd kolejowy koło stacji

Krzeszowice – stacja kolejowa na krzeszowickim Osiedlu Centrum, w województwie małopolskim, w Polsce; znajduje się przy ul. Kolejowej, usytuowana jest na kilometrze 45,436 linii kolejowej nr 133 (w ramach korytarza E 30) między przystankiem Wola Filipowska a przystankiem Piasry. Stacja obsługuje zasadniczo dalekobieżne i regionalne połączenia kolejowe w relacji Przemyśl Główny - Kraków Główny - Katowice - Wrocław Główny. Na posterunku również odbywa się ruch pociągów towarowych zarówno tranzytowych, jak i obsługujących miejscowe zakłady wydobywcze.
Według klasyfikacji PKP stacja posiada kategorię dworca regionalnego. W roku 2022 stacja obsługiwała około 3900 pasażerów na dobę.

## Historia
Otwarcie dworca nastąpiło 13 października 1847 r., kiedy to pierwszy pociąg prowadzony przez parowóz Kraków wjechał na stację z Krakowa udając się do Mysłowic. W tym też czasie wybudowano dworzec (obecnie jego piętrowa środkowa część). Skrzydła boczne wybudowano pod koniec XIX w. oraz w roku 1913. W pobliżu dworca wznosi się nieczynna wieża ciśnień, która zaopatrywała parowozy w wodę za pomocą żurawia wodnego.
14 czerwca 2020 r. został oddany do użytku zmodernizowany 200-metrowy peron nr 1 oraz 400-metrowy peron nr 2. W ramach przebudowy linii kolejowej z Krakowa do Katowic, która jest finansowana w ramach instrumentu CEF „Łącząc Europę” planowane są dalsze prace, które obejmą remont kolejnego peronu nr 3.

## Skansen kolejowy
W 1996 r. Jerzy Rechziegel na stacyjnej bocznicy rozpoczął tworzenie skansenu kolejowego, sprowadzając w tym samym roku do Krzeszowic czternaście parowozów. Opiekę nad zgromadzonym taborem sprawować miała Ogólnopolska Fundacja Ochrony Zabytków Kolejnictwa. Przewidywano wyremontowanie kilkunastu lokomotyw i uruchomienie pociągów turystycznych, zestawionych z zabytkowych wagonów i kursujących po okolicznych liniach, jednak planów tych nie udało się zrealizować.
Na przestrzeni lat stan zgromadzonych eksponatów, będących już w momencie ściągnięcia do Krzeszowic w opłakanym stanie, stale się pogarszał na skutek kradzieży i dewastacji. Trzy parowozy zostały zezłomowane. W związku z tym podjęto decyzję o likwidacji ekspozycji, co nastąpiło ostatecznie w marcu 2008 r. Część taboru 30 października 2007 r. przesłano do Krakowa Płaszowa, część przejął Skansen taboru kolejowego w Chabówce, a inne przewieziono (9 marca 2008 r.) do skansenu kolejowego w Pyskowicach.
Parowozy w Skansenie kolejowym w Krzeszowicach:
| przetransportowane do | Parowóz | Producent                                                                                      | Rok budowy |
| --------------------- | --- | ---------------------------------------------------------------------------------------------- | ---------- |
| Kraków                | Pt47-101 | Zakłady Metalowe H. Cegielski, Poznań                                                          | 1948       |
| Chabówka              | TKbb-2747 TKh z Cukrowni Janikowo nr zakładowy 5 (doszczętnie zniszczony, własność Muzeum Kolejnictwa w Warszawie | Orenstein & Koppel                                                                             | 1912       |
| Kraków                | TKw2-57 | BMAG                                                                                           | 1919       |
| Pyskowice             | TKp-2261, Ty42-85, Ty43-1, Ty45-158, Ol49-15, Ty51-17,                                                            | Fabryka Lokomotyw im. Feliksa Dzierżyńskiego, Chrzanów, Zakłady Metalowe H. Cegielski, Poznań. |            |
| Chrzanów              | TKt48-185 | Fabryka Lokomotyw im. Feliksa Dzierżyńskiego, Chrzanów                                         | 1957       |
| Białowieża            | TKp-26188 | Henschel & Sohn, Kassel                                                                        | 1944       |

## Bocznice
Z krzeszowickiej stacji rozchodzą się bocznice kolejowe dla pociągów towarowych do kamieniołomów w Zalasie przez Tenczynek i do Czatkowic, obecnej dzielnicy Krzeszowic (przez osiedle Żbik). Do końca lat 70. XX w. istniały również bocznice do Zalasu przez Bażantarnie i Sztolnie (zlikwidowana wskutek tragicznego wypadku na Sztolni, gdzie spłonęło – po zderzeniu z pociągiem – kilkoro pasażerów samochodów), a także bocznica do zlikwidowanego kamieniołomu w Miękini oraz do dawnego browaru w Tenczynku (bocznica została zlikwidowana w latach 70. XX w.).

## Infrastruktura
W latach 70. i 80. XX w. w budynku dworcowym mieścił się kolejowy gabinet dentystyczny, a w latach 80. i 90. XX w. świetlica młodzieżowa dla dojeżdżających pociągiem uczniów tutejszych szkół ponadpodstawowych. W latach 90. XX w. i na początku XXI w. na terenie dworca tymczasowo mieścił się dworzec autobusowy PKS. Od roku 2006 do 2009 w budynku dworcowym działał Antykwariat na Peronie. Do 2010 na piętrze budynku znajdowały się mieszkania prywatne. W latach 2009–2012 przeprowadzono prace modernizacyjne dworca. Od października 2014 w budynku dworca działa filia Urzędu Pracy Powiatu Krakowskiego, filia Referatu Rejestracji Pojazdów Wydziału Komunikacji Starostwa Powiatowego w Krakowie oraz biuro ubezpieczeniowe.

## Ruch kolejowy
Stacja obsługuje przede wszystkim ruch lokalny w kierunku Krakowa, Oświęcimia, Katowic, Częstochowy oraz Wodzisławia. Wśród pociągów dalekobieżnych można wyróżnić połączenia między innymi do takich miast jak:
| - Częstochowa - Mysłowice - Gliwice - Katowice - Kołobrzeg - Kraków - Krzeszowice - Lubliniec - Opole - Poznań | - Przemyśl - Rzeszów - Szczecin - Świnoujście - Tarnów - Trzebinia - Wodzisław Śląski - Wrocław - Zabrze - Zielona Góra |

## Ruch pasażerski
| Rok  | Wymiana pasażerska na dobę |
| ---- | -------------------------- |
| 2017 | 700-999                    |
| 2022 | 3 900                      |

## Wydarzenia
- 2 października 1934 w okolicach stacji w katastrofie kolejowej zginęło 12 osób, a 60 zostało rannych[13]. (więcej informacji)
- W nocy z 16 na 17 grudnia 1935 przed stacją doszło do zderzenia dwóch pociągów towarowych. Opóźniony pociąg wyładowany węglem z Załucza do Zebrzydowic został skierowany na niewłaściwy tor; jedna z lokomotyw wpadła do rzeki Krzeszówki. Zginął maszynista oraz jeden z pracowników kolei[14]
- 1 września 1939 o godz. 5 na zamaskowanej bocznicy kolejowej załogę 54. pociągu pancernego Groźny zaskoczyło nieskuteczne niemieckie bombardowanie lotnicze. O godz. 6 – zgodnie z rozkazem – pociąg ten wyruszył przez Mikołów w kierunku Katowic.
- 12 marca 2004 na stacji pod kołami pociągu zginął polski żużlowiec i trener Stanisław Skowron.
- W 2007 miejscowy „skansen kolejowy” posłużył jako plan filmowy do nakręcenia scen z wiedźmami do przedstawienia teatralnego „Makbet” Teatru Śląskiego im Stanisława Wyspiańskiego w Katowicach.
- 12 maja 2007 odbył się specjalny przejazd szynobusu SA101-001 po prywatnych bocznicach kolejowych do Zalasu i do osiedla Czatkowice zorganizowany przez Stowarzyszenie Miłośników Kolei w Krakowie, mający na celu dotarcie do miejsc do których nigdy żaden pociąg osobowy jeszcze nie dotarł.

## Galeria

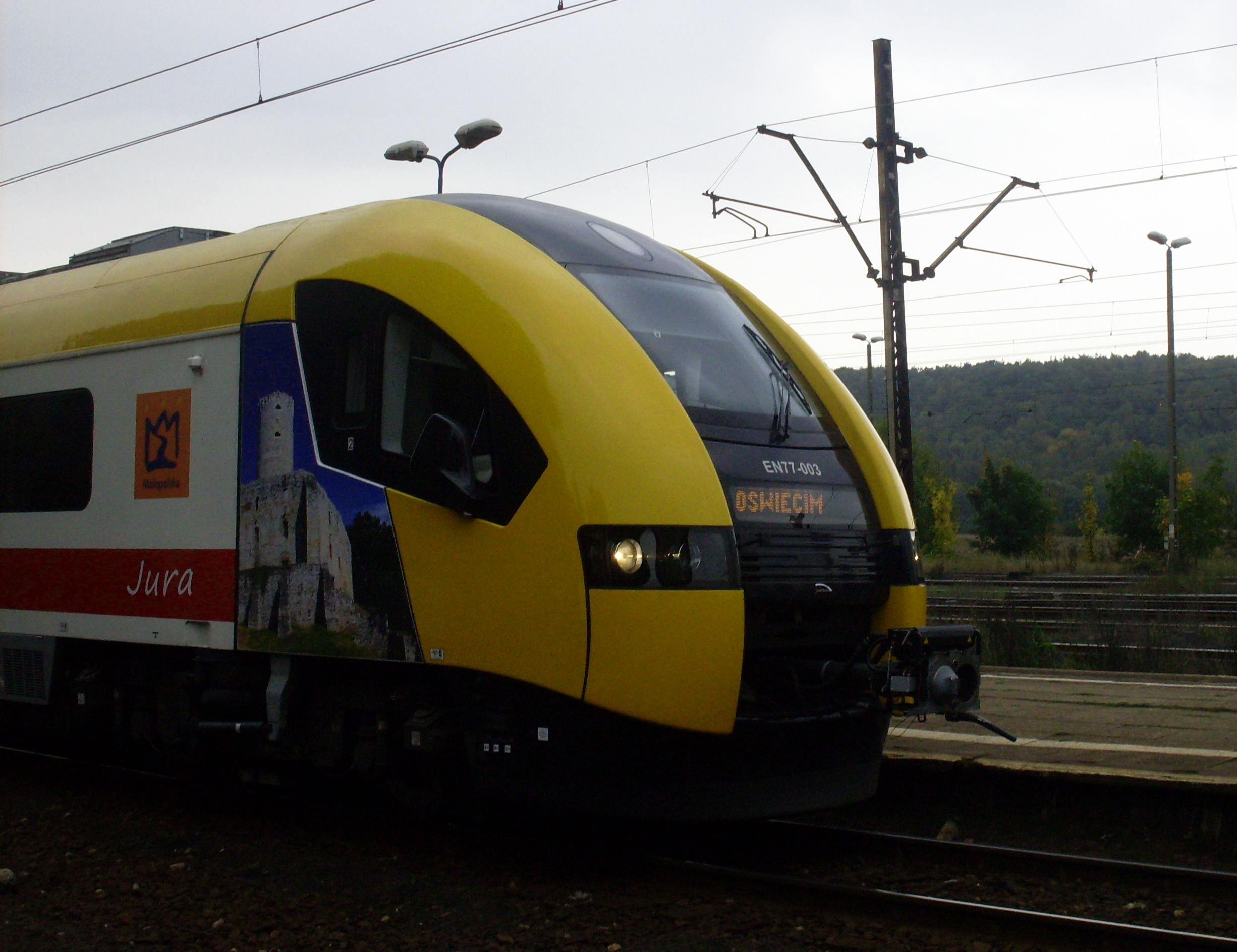
Peron 2
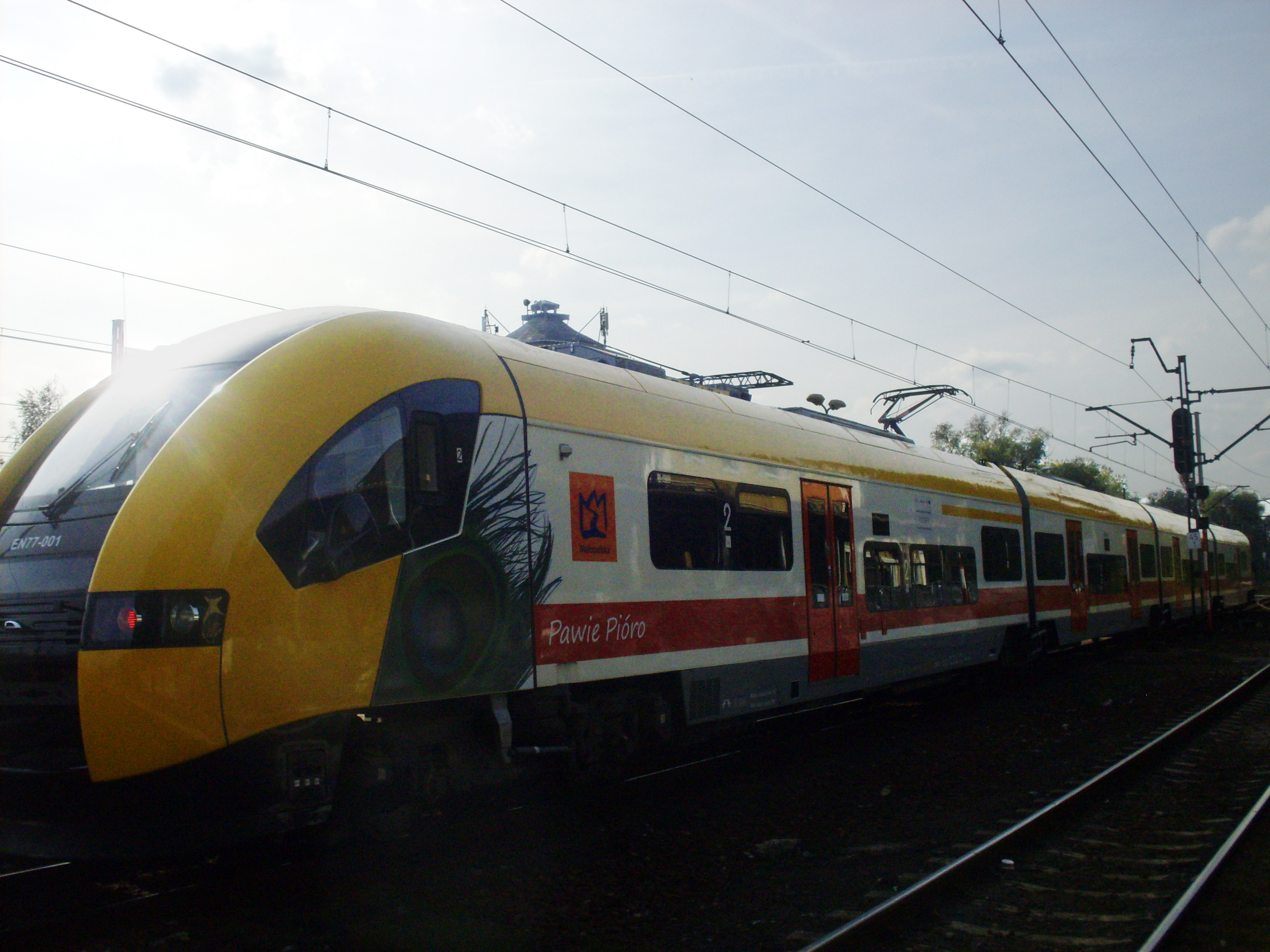
EN77-001 na stacji przy peronie 2
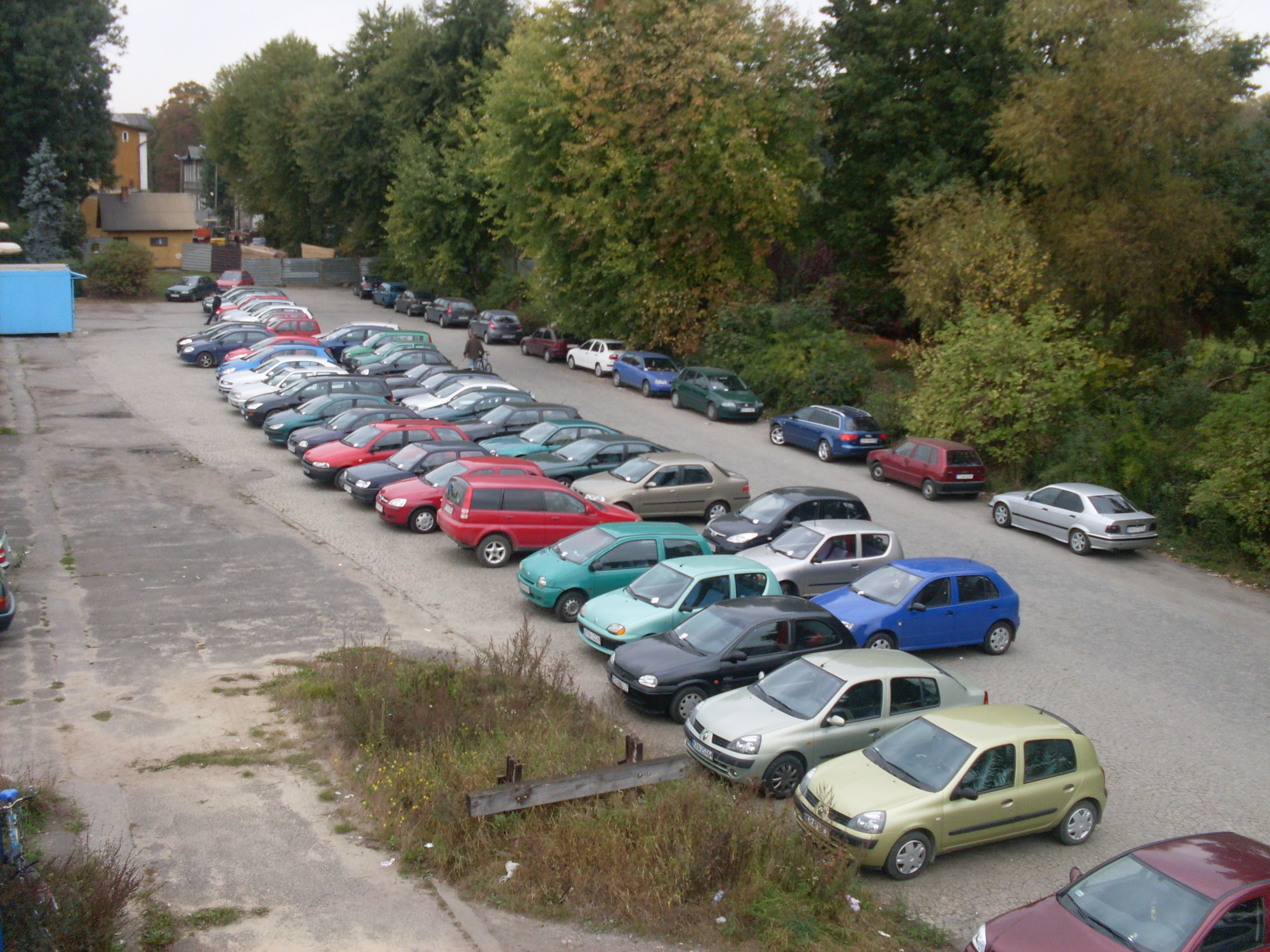
Parking przy dworcu
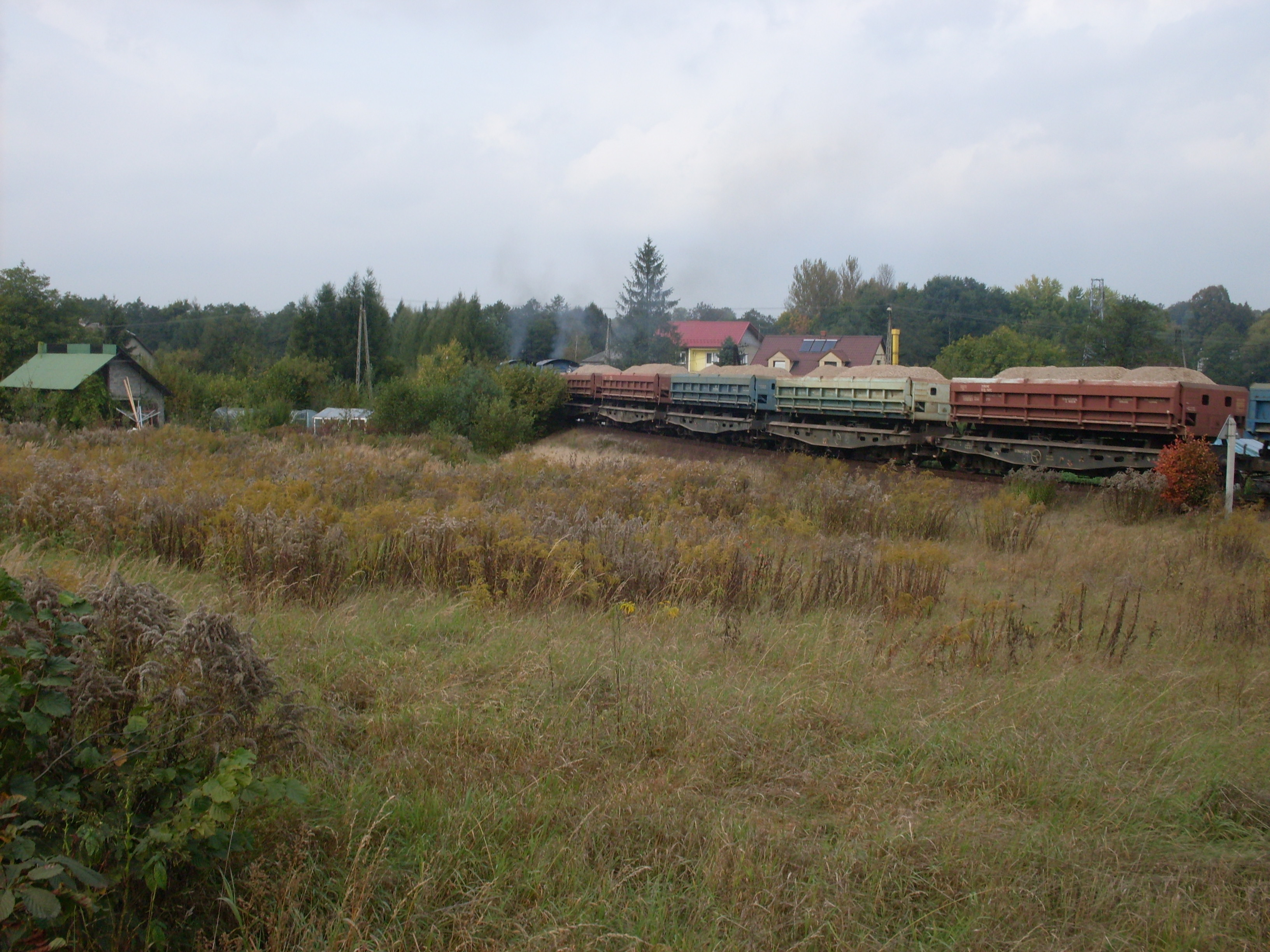
Bocznica Kolejowa–Tenczynek
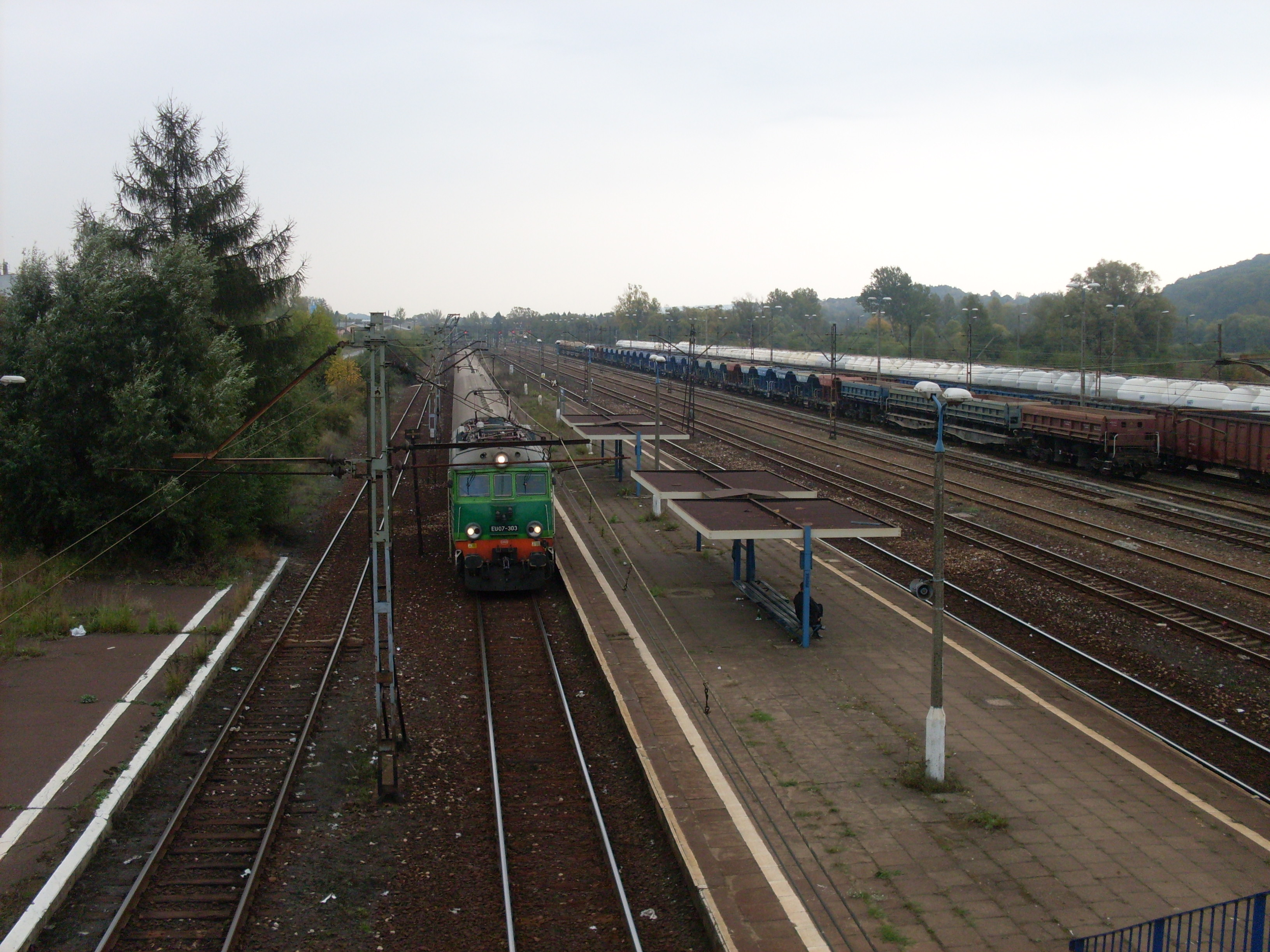
Perony (część wschodnia)
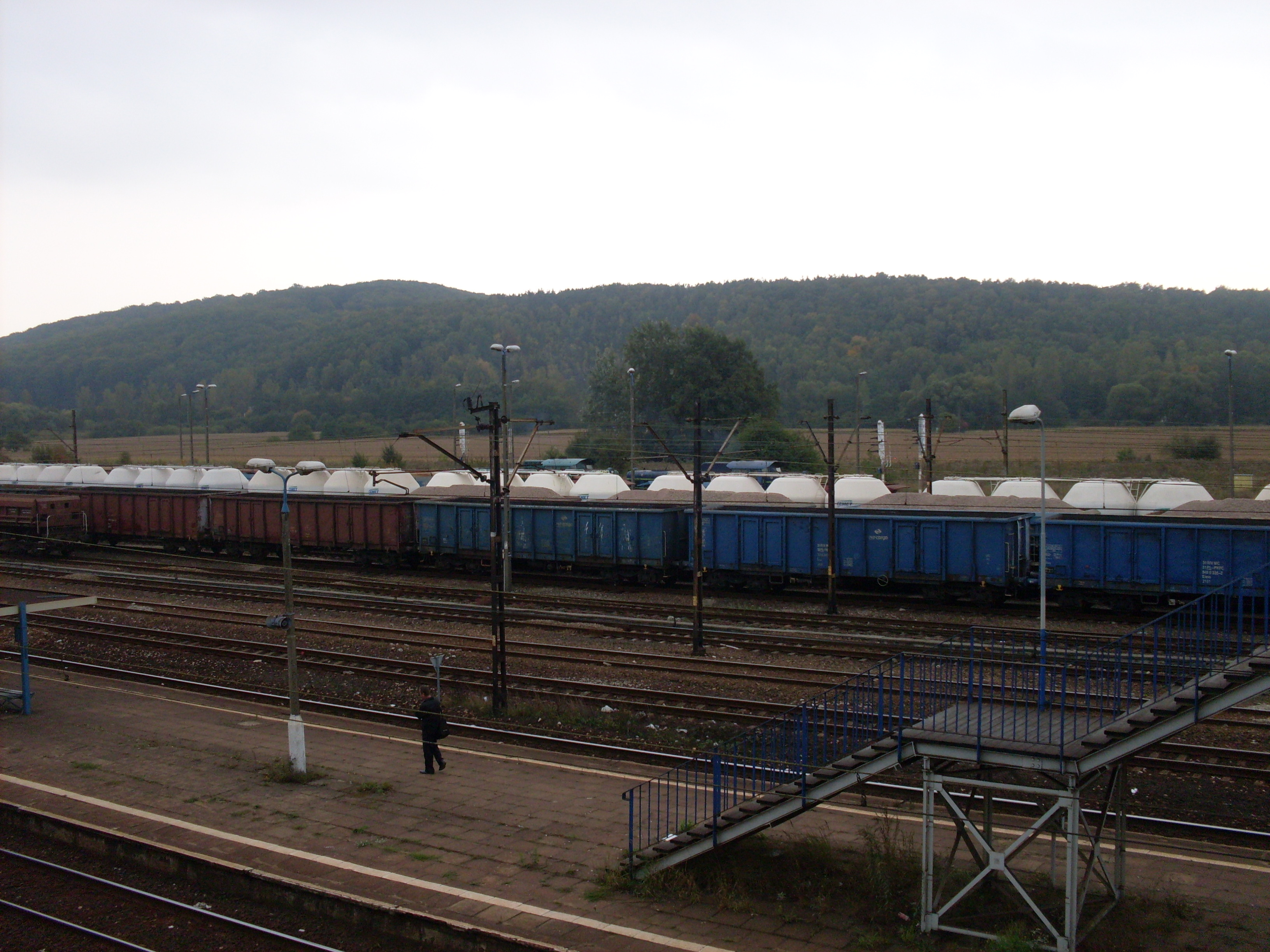
Perony - widok z przejścia nadziemnego
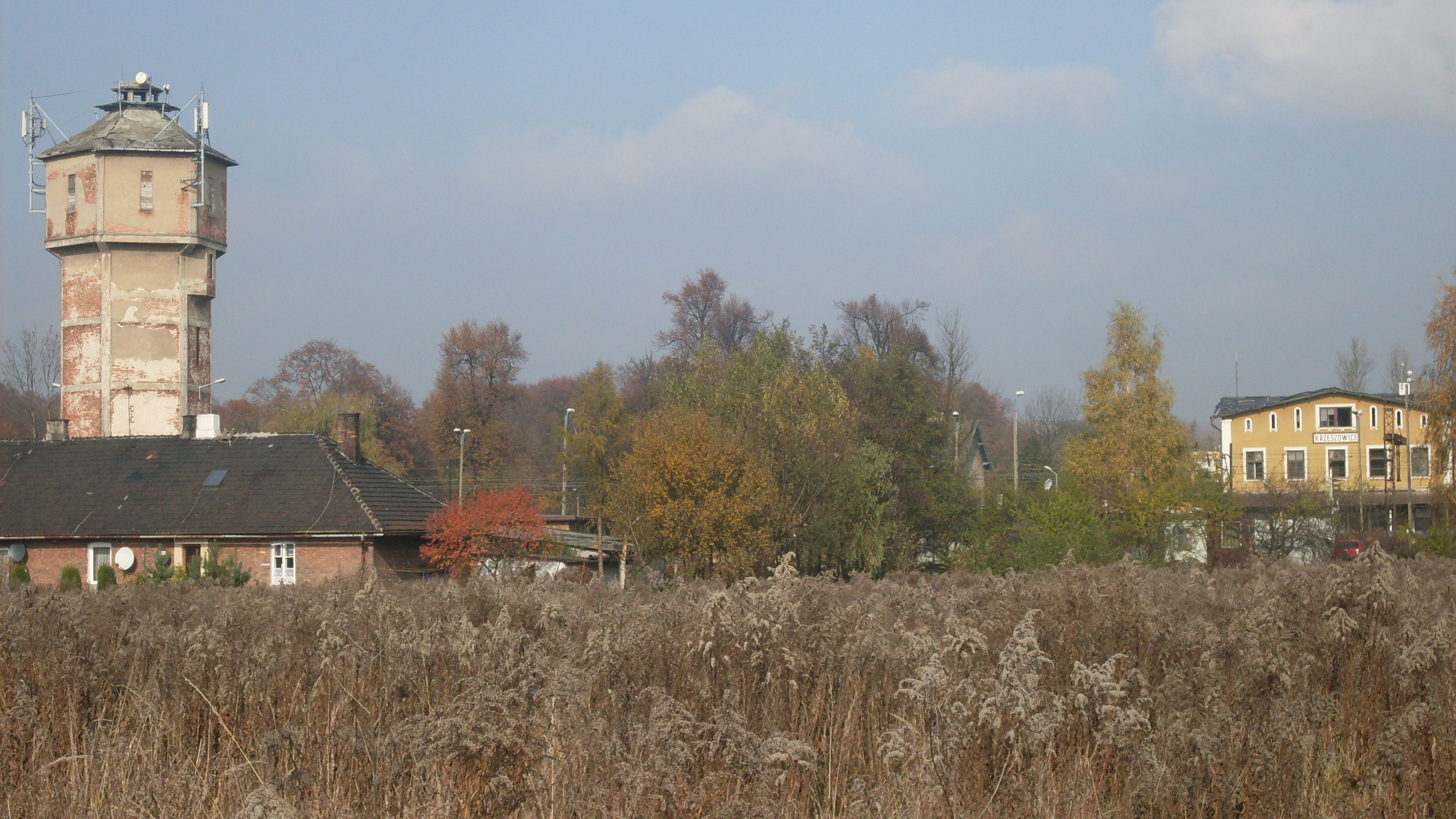
Widok od str. południowej
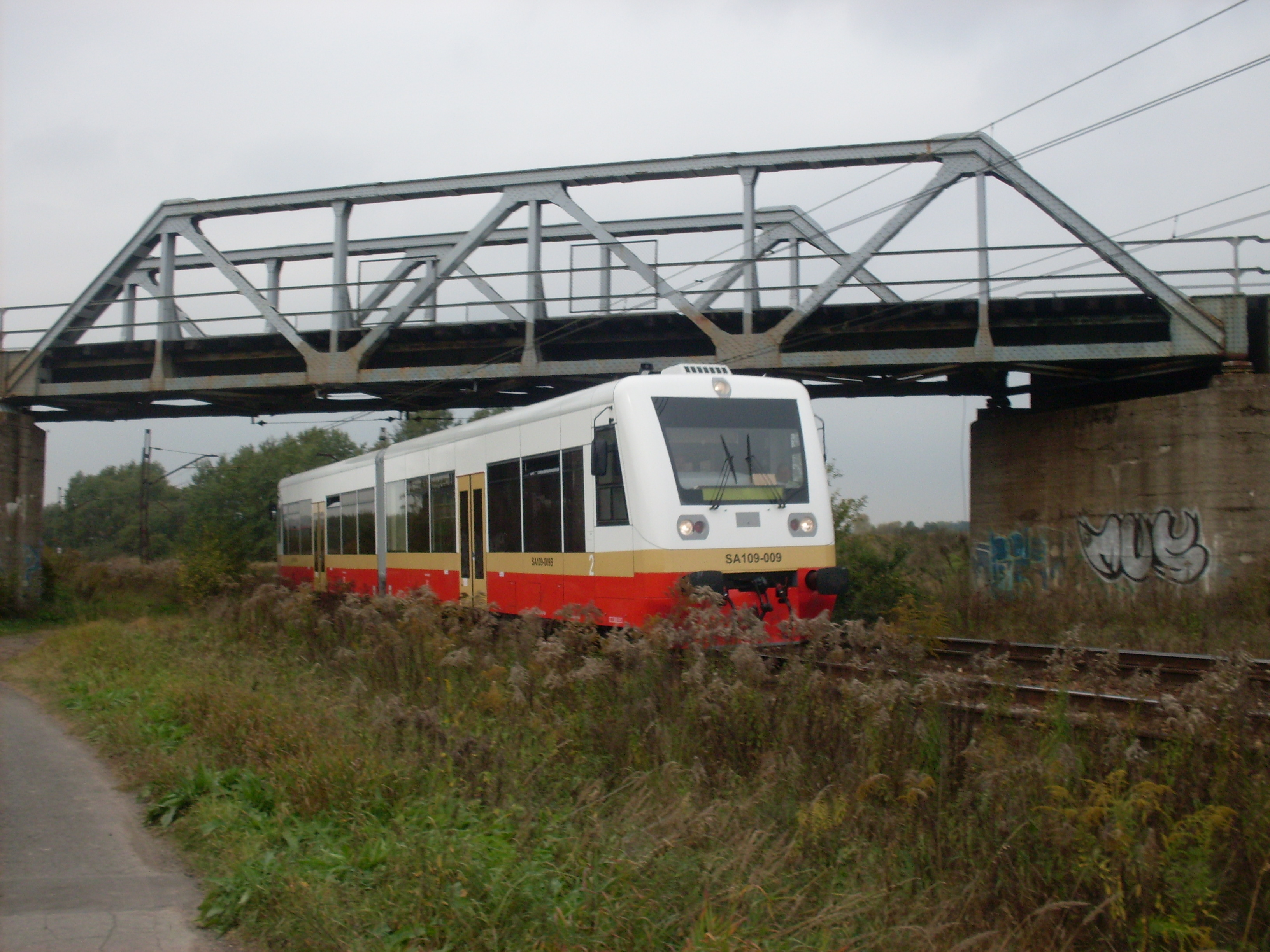
SA109 pod mostem bocznicy kolejowej do KW Czatkowice
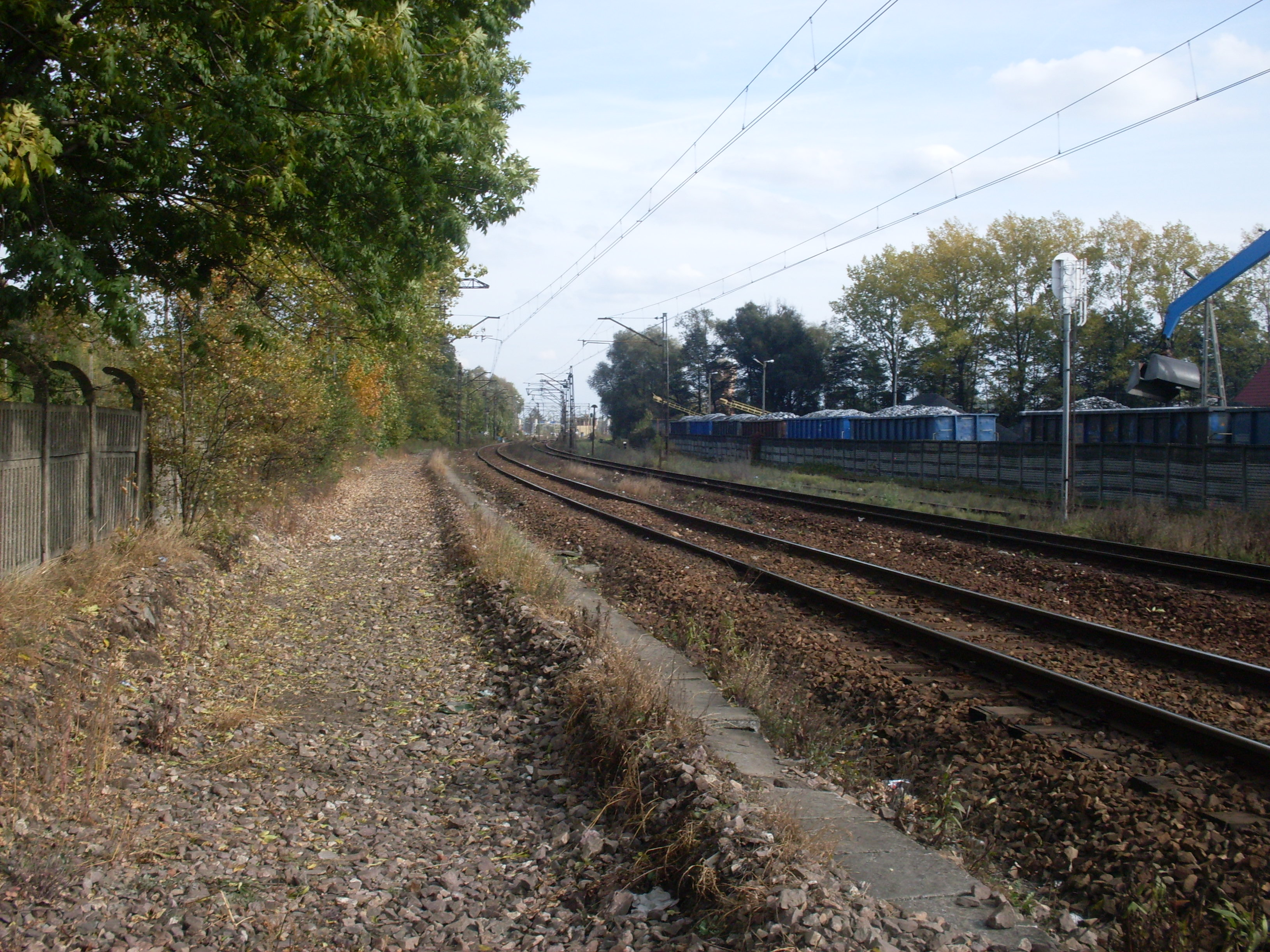
Obecny widok miejsca katastrofy w 1934, przed stacją
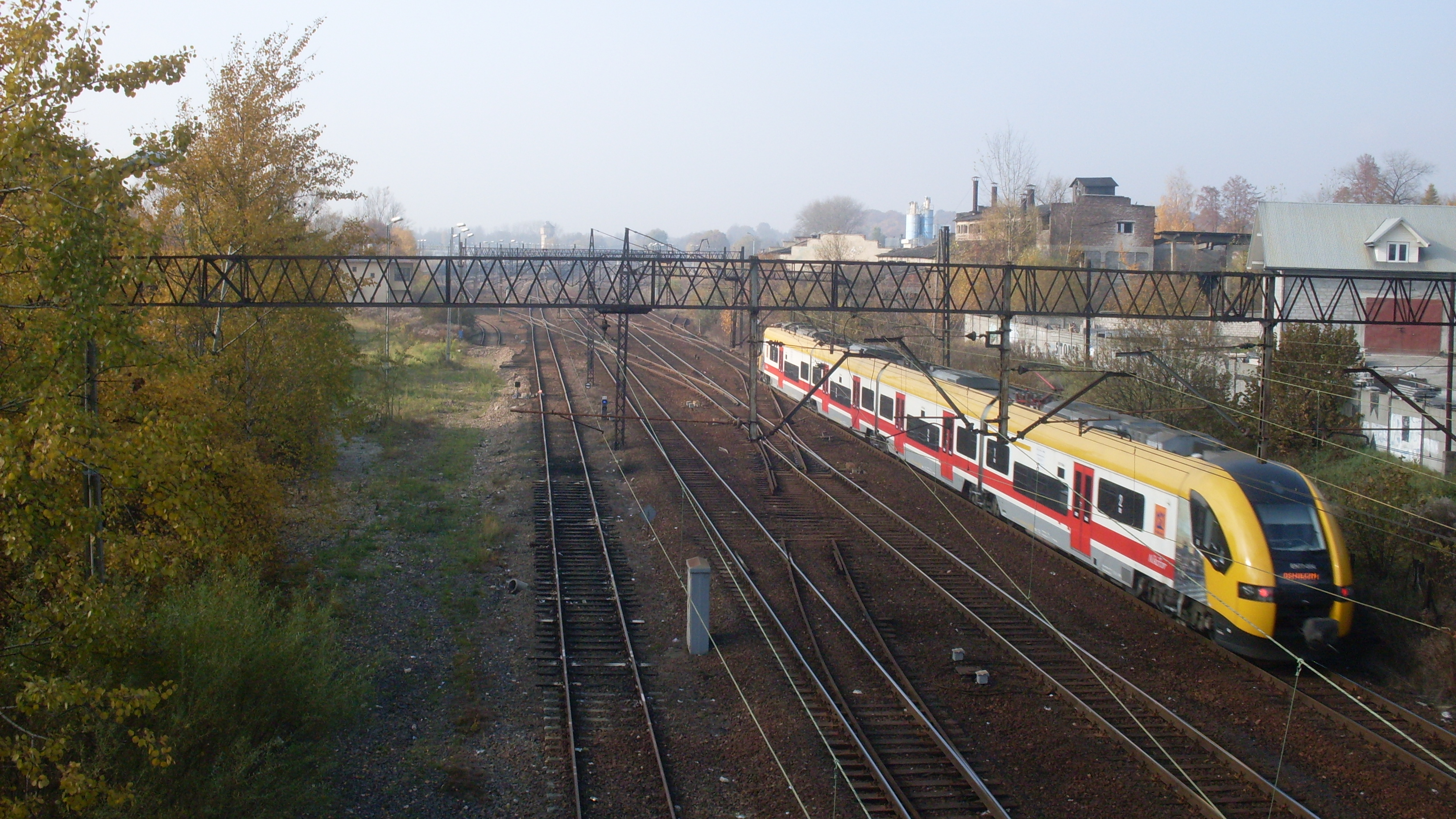
Rozjazdy kolejowe (część wschodnia)
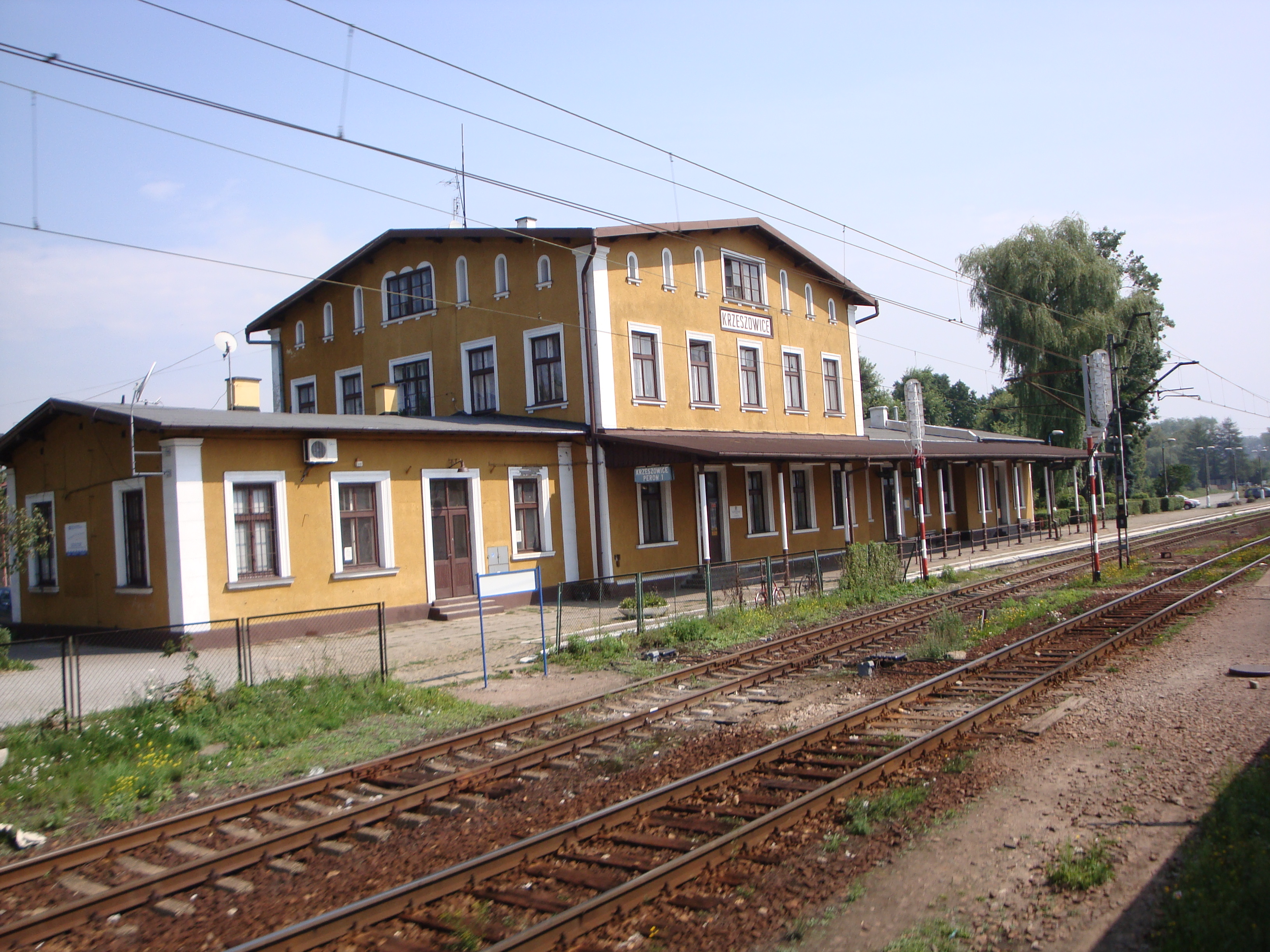
Dworzec przed remontem